# Пятницкизавр
Пятницкизавр (лат. Piatnitzkysaurus, буквально: ящер Пятницкого) — род мегалозавроидных тероподных динозавров, живших в оксфордском веке юрского периода 161,3—145,7 млн лет назад на территории Аргентины. Известен по двум частично сохранившимся черепам и фрагментам скелета. Открытие Piatnitzkysaurus в 1970-х годах подтвердило, что родственники североамериканских динозавров жили и в Южной Америке в среднеюрском периоде. Вероятно, Piatnitzkysaurus охотились на слабых или старых завропод. Piatnitzkysaurus — родственник аллозавров, отличается от них более примитивным строением бёдер, более длинными плечевыми костями и мощными плечами. Вместе с кондорраптором и маршозавром входит в семейство Piatnitzkysauridae.
Название в 1986 году дал Хосе Бонапарте в честь своего друга, аргентинского геолога русского происхождения Александра Матвеевича Пятницкого (1879—1959).